# Османов, Бекир
Бекир Османов (крымскотат. Bekir Osmanov; 22 марта 1911, Буюк Озенбаш, Ялтинский уезд, Таврическая губерния, Российская империя — 26 мая 1983, Дмитрово (Крым), Симферопольский район, Крымская АССР, Украинская ССР, СССР) — крымскотатарский активист, агроном и партизан.

## Биография
Родился 22 марта 1911 года в селе Буюк Озенбаш. Его отец, учитель местного медресе, умер спустя 4 года, оставив мать Ханиапте вдовой с пятью детьми на руках. Выросшие в крайней нищете, дети начали работать с самого раннего возраста, обрабатывая уголь и ухаживая за посевами. В возрасте 6-7 лет Бекир перенес оспу с высокой температурой, после чего выжил. Он учился прилежно, и семья отправила его в Ялту для учебы в сельскохозяйственной школе.
В 1935 году женился на однокурснице Марии Гущинской. Во время чисток 1937 года Бекир Османов, к тому времени опытный табаковод, был арестован и осужден за опровержение лысенковщины, но суд не применил к нему жёстких мер, так как судья заявил, что научные разногласия не должны рассматриваться в рамках уголовного преследования. Перед войной его жена родила дочь Тамилу и первенца Юрия, будущего крымскотатарского активиста и поэта-писателя; в целях их безопасности они были эвакуированы с полуострова в Азербайджанскую ССР до того, как немецкие войска полностью захватили полуостров.

## Партизанская деятельность
Весной 1941 года Бекир Османов высказывался за приведение сельскохозяйственной техники в полную готовность, чтобы можно было оперативно собрать урожай каждой культуры в случае чрезвычайных обстоятельств. Он выражал обеспокоенность возможными военными действиями и подчеркивал необходимость подготовки. Эти слова стали причиной спора с представителем районных органов безопасности, который воспринял их как провокационные. В ответ Османов отметил, что сделал такие выводы на основе объективного анализа ситуации и чувства личной ответственности. По состоянию здоровья не был призван в Красную Армию, поэтому он использовал свои навыки в качестве разведчика в партизанском движении, чтобы помочь противостоять нацистской оккупации полуострова. 
Первым его заданием стало доставление радиостанции партизанской группе в лесу. Благодаря знанию местности и успешному выполнению задач он приобрёл репутацию опытного разведчика. В январе 1942 года Османова приняли в Коммунистическую партию Советского Союза. В связи с его деятельностью немецкие власти начали активный розыск и назначили за него вознаграждение в 100 тысяч марок. Дважды его представляли к ордену Ленина, но награждение не состоялось по инициативе Владимира Булатова.
После значительных потерь в Куйбышевском партизанском отряде Османова перевели в Севастопольский отряд, где он стал политруком и участвовал в более сложных операциях. В октябре 1942 года принял участие в небольшой морской операции по высадке партизан на побережье. Из-за обстрела со стороны противника часть бойцов погибла. Тем не менее, Османов и остальные партизаны сохранили самообладание и продолжили движение к мысу Кикенеиз (ныне мыс Троицы), где они высадились и пробрались в лес. Однако в том же месяце получил тяжёлое ранение от мины и был эвакуирован из Крыма 26 октября 1942 года.

## Дальнейшая судьба
Сначала Бекир Османов был доставлен в Сочи, откуда его вскоре перевели в госпиталь в Сухуми. После лечения воссоединился с семьёй в Агдаме, а затем переехал в Краснодар, где находился эвакуированный Крымский областной комитет ВКП(б). После освобождения Крыма от нацистской оккупации в апреле 1944 года он вернулся на полуостров и был назначен первым заместителем областного народного комиссара сельского хозяйства. В этой должности начал разрабатывать план восстановления и развития сельского хозяйства в регионе. Однако его пребывание в Крыму оказалось недолгим. 18 мая 1944 года Османов, как и другие крымские татары, был депортирован в Среднюю Азию. Первоначально был направлен в колхоз «Пахта Учун Кураш», после чего получил разрешение на переезд в совхоз в Фергане, где находились его жена и дети. В ссылке продолжал работать в сельском хозяйстве и в итоге устроился в питомник, где занимался селекцией и вывел несколько сортов груш.
Бекир Османов, имея стабильную работу и репутацию агронома и ветерана войны, стал одним из соучредителей движения за гражданские права крымских татар. Он часто встречался с другими видными представителями крымскотатарской общины в изгнании, такими как Мустафа Селимов и Джеббар Акимов, для обсуждения данных вопросов. В 1966 году был исключен из КПСС после того, как написал письмо Леониду Брежневу, в котором изложил тяжелое положение крымских татар и предложил меры для их разрешения. В письме он предложил восстановить право на возвращение крымских татар в Крым, восстановить Крымскую АССР, провести политическую реабилитацию народа, выплатить репарации и принять другие меры для примирения. В то время подобные действия рассматривались партией как неприемлемые, поскольку члены КПСС считали, что «люди татарской национальности, которые ранее жили в Крыму», должны оставаться в Средней Азии, а не возвращаться в Крым. Его сын Юрий Османов пошел по его стопам и стал видным лидером движения за гражданские права крымских татар в последующие годы.
После смерти жены Марии в 1974 году Бекир Османов решил вернуться в Крым, но столкнулся с рядом проблем. На ее похоронах в Фергане присутствовало много крымских татар, включая тех, кто приехал из Нукуса, чтобы отдать дань уважения. По возвращении в Крым Османов получил дом в Дмитрово, но первоначально ему было отказано в виде на жительство, что создавало препятствия для права на возвращение для депортированных крымских татар. Только спустя полтора года нелегального пребывания в Крыму ему был предоставлен вид на жительство, и он остался жить там до конца своей жизни, страдая от ухудшающегося здоровья.

## Смерть
Умер 26 мая 1983 года, вскоре после того, как его сын Юрий был приговорен к трем годам тюрьмы за активистскую деятельность. По его словам, отец умер без медицинской помощи.
Был похоронен на кладбище Беш-Терек рядом с Мусой Мамутом.